# 鲁斯塔姆·捷米尔加利耶夫
鲁斯塔姆·伊利米罗维奇·捷米尔加利耶夫（俄语：Рустам Ильмирович Темиргалиев，1976年8月15日—）是一位效命於俄羅斯的政治家。
捷米尔加利耶夫是伏爾加韃靼人，1976年出生於俄羅斯的烏蘭烏德，1983年跟隨其父移居克里米亞。1998年畢業於基輔國立經濟大學。畢業后，他在克里米亞經濟和行政法研究所擔任經濟政策教師。2002至2003年在國家創新公司工作。2003年至2005年，他是克里米亞自治共和國政府的成員，2003年至2004年，他是家庭和青年事務委員會的副主席。
2005年至2009年，他繼續在國家行政學院接受教育。2010年，他以地區黨黨員的身份當選克里米亞議會議員。他是一位親俄人士，穆斯塔法·杰米列夫指控他是格魯烏的間諜。
2013年至2014年期間擔任克里米亞部長會議副主席。克里米亞危機期間，他支持謝爾蓋·阿克肖諾夫，在俄羅斯吞併克里米亞事件中發揮了關鍵作用。2014年起，他被烏克蘭國家安全局以「旨在暴力改變或推翻憲法秩序或奪取國家政權的行動」的罪名通緝，同年，他也被英國政府列入制裁名單。
2018年8月8日，他被任命為俄中區域發展投資基金總經理。